# Android Auto
Android Auto googleova je mobilna aplikacija koja omogućuje zrcaljenje funkcija uređaja temeljenih na Androidu na upravljačkoj ploči automobila. Najavljen je 25. lipnja 2014. na Googleovoj godišnjoj konferenciji Google I/O. Mobilna aplikacija Androida Auto objavljena je 19. ožujka 2015. godine. Sustav omogućuje vozačima upravljanje GPS navigacijom, reprodukciju glazbe, slanje SMS poruka, pozivanje i pretraživanje Interneta. Sustavom se može upravljati pomoću tipki ili ekrana osjetljivog na dodir, a zbog sigurnosnih razloga preporučuje se upravljanje glasovnim naredbama. U svibnju 2015. godine, Hyundai je postao prvi proizvođač automobila koji koristi Android Auto korištenjem tog sustava u automobilu Hyundai Sonata iz 2015. godine.
Sustav je dostupan u 36 država. U srpnju 2019., grafičko sučelje prvi je puta značajno promijenjeno. Google je ujedno najavio i da će mobilna aplikacija biti zamijenjena funkcijom za vožnju u Google Assistantu.

## Mogućnosti
Najčešći način korištenja Android Auta je pomoću uređaja temeljenog na Androidu na kojem je instalirana aplikacija Android Auto. Spajanjem uređaja s vozilom, zaslon upravljačke ploče služit će kao vanjski zaslon povezanog Android uređaja, a korisniku će biti prikazane podržane aplikacije s korisničkim sučeljem prilagođenim za korištenje u automobilu.  Prva inačica Androida Auto zahtijevala je povezivanje uređaja s vozilom pomoću USB kabla.
U studenom 2016. godine, Google je omogućio korištenje Androida Auto u obliku mobilne aplikacije, bez potrebe za povezivanjem s vozilom.

## Podrška za aplikacije
Google je izdao SDK koji omogućuje razvijateljima prilagodbu vlastitih aplikacija Androidu Auto. Isprva su bili dostupni samo API-jevi za glazbu i aplikacije za slanje poruka. Očekuje se da će kroz Android Auto biti dostupan pristup raznim funkcijama automobila - kao što su GPS, tipke na upravljaču, sustavu zvučnika, mikrofonima, kompasu, brzinomjeru, itd.
Google je 2018. godine najavio dolazak Google Assistanta na Android Auto.
Trenutno su podržane Google karte, Waze, aplikacije za reprodukciju glazbe (npr. Google Play glazba, YouTube Music, Spotify, Apple Music, itd.) i aplikacije za slanje poruka (npr. WhatsApp, Facebook Messenger, Google Hangouts, Skype i Telegram).

## Partneri proizvođači
Proizvođači koji planiraju ponuditi automobile s podrškom za Android Auto su: Abarth, Acura, Alfa Romeo, Audi, Bentley, BMW, Chevrolet, Chrysler, Dodge, Fiat, Ford, GMC, Honda, Hyundai, Infiniti, Jaguar, Land Rover, Jeep, Kia, Lamborghini, Lexus, Lincoln, Mahindra and Mahindra, Maserati, Mazda, Mercedes-Benz, Mitsubishi, Nissan, Opel, RAM Trucks, Renault, SEAT, Škoda, Subaru, Suzuki, Tata Motors Cars, Toyota, Volkswagen, Volvo.

## Vanjske poveznice
- Službena stranica